# Złota Madonna

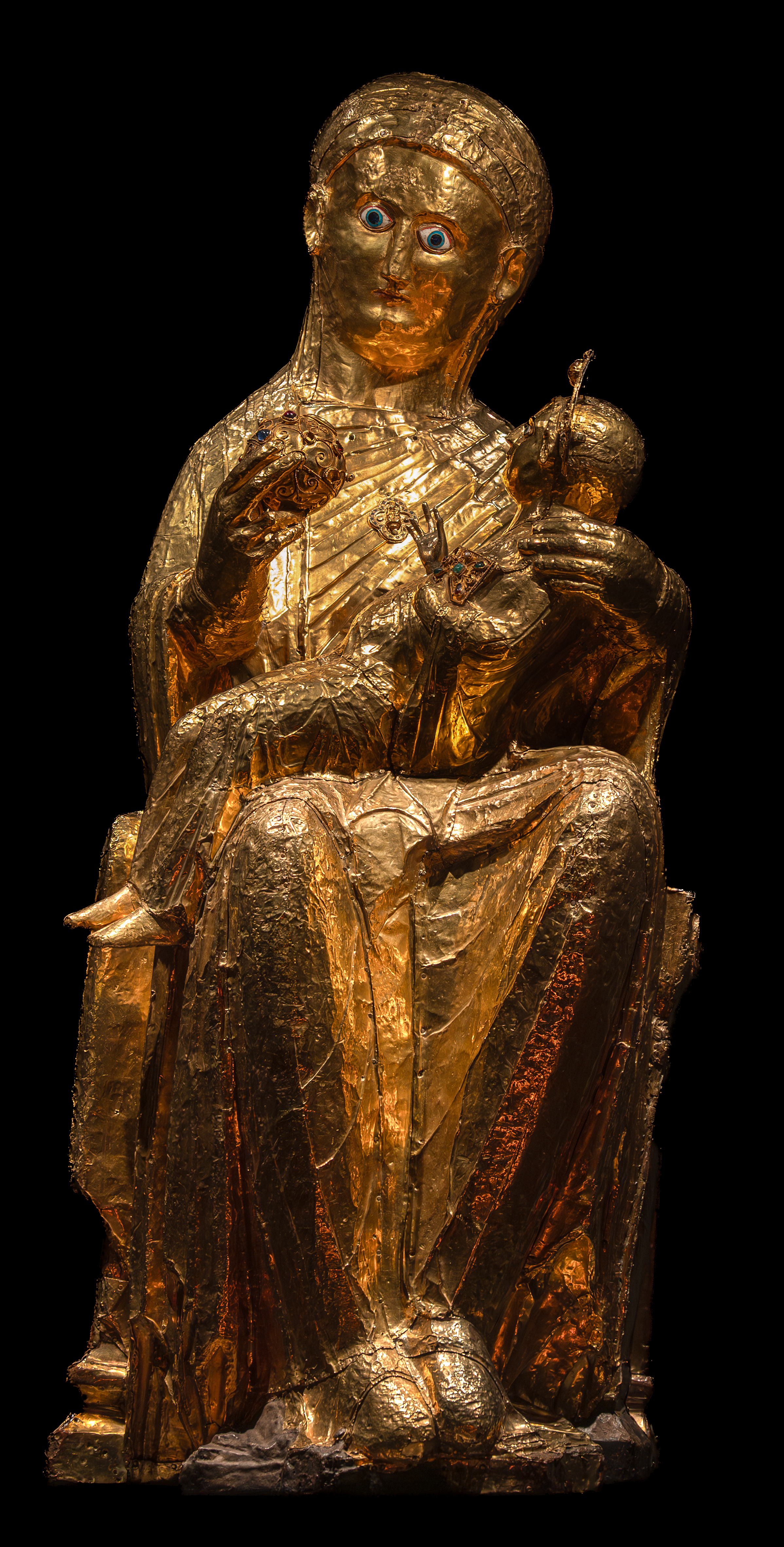
Złota Madonna z Essen

Złota Madonna z Essen (niem. Goldene Madonna) – rzeźbiony wizerunek Marii z Dzieciątkiem Jezus pochodzący z dawnego żeńskiego opactwa kanoniczek w Essen (Północna Nadrenia-Westfalia, Niemcy). Obecnie jest eksponowana w kaplicy przy północnym ramieniu transeptu katedry w tymże mieście, która wchodzi w skład historycznego opactwa. 
Rzeźba datowana jest na ok. 980 i jest jednym z najstarszych w dziejach sztuki pełnoplastycznych przedstawień Madonny, na północ od Alp. Dzieło zachowało pierwotną złotą okładzinę, stąd też wywodzi się nazwa posągu. 
Nazwa ta rozpowszechniła się w XIX stuleciu, w dobie romantyzmu. Rzeźba została opisana w liturgicznym manuskrypcie jako: "dat gulden build onser vrouwen" (dosłownie: "złote wyobrażenie Naszej Pani"). Inwentarz skarbca z 1626 wspomina "ein gross Marienbelt, sitzend uff einen sthuell mit lauteren golt uberzogen" (wielki wizerunek Marii siedzącej na tronie pokryty szczerym złotem). 
Dzieło  jest cennym przykładem sztuki ottońskiej, do dziś jest obiektem czci i symbolem tożsamości ludności zamieszkującej Zagłębie Ruhry, zachowując swój pierwotny kultowy charakter.

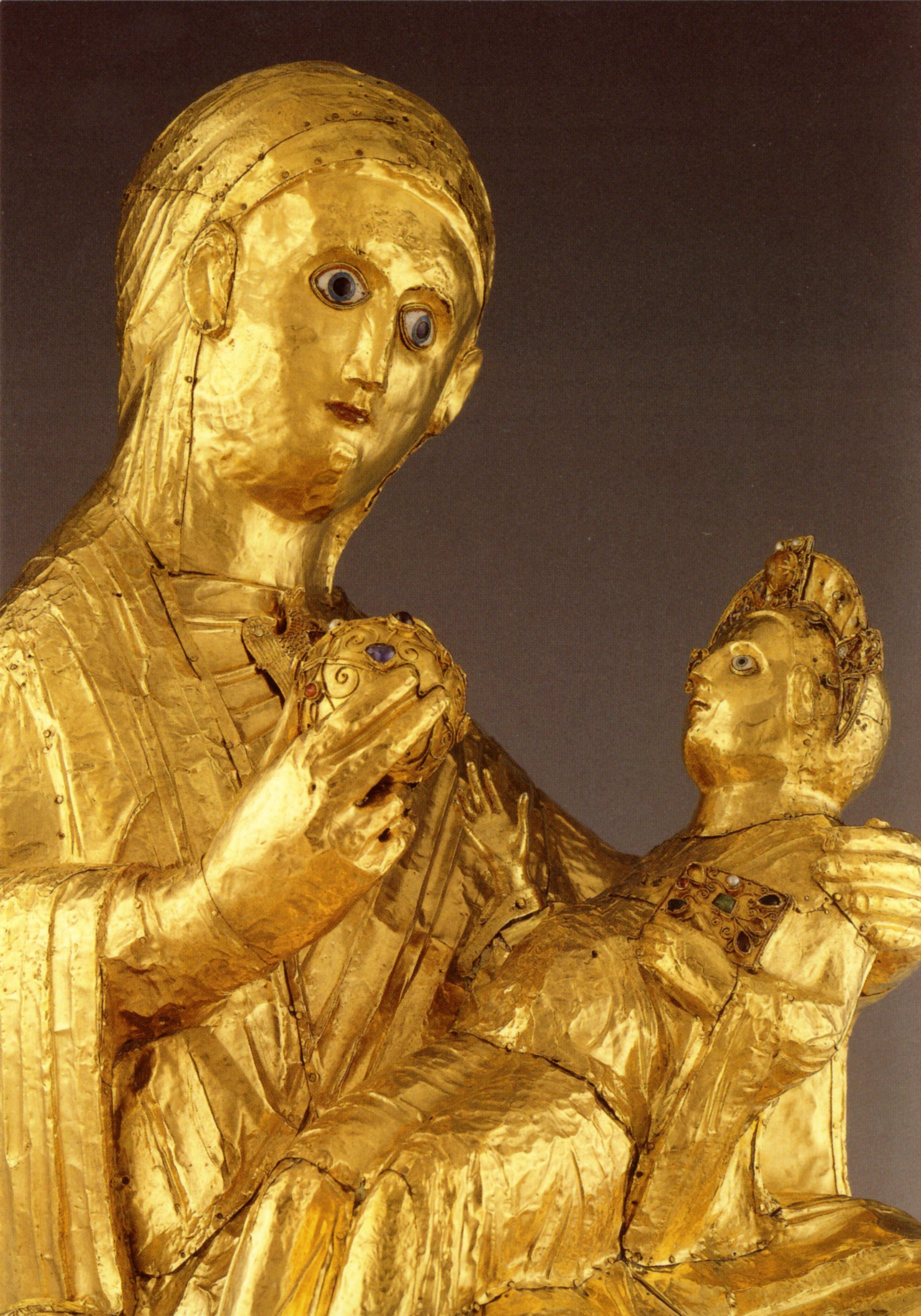
Złota Madonna (fragment)

## Wygląd
Jest to pełnoplastyczna rzeźba wykonana z drewna lipowego (według wcześniejszych badaczy ze śliwy lub gruszy), o powierzchni niemal całkowicie pokrytej złotem. Jej wysokość wynosi 74 cm, szerokość podstawy – 27 cm. Grubość złotej warstwy wynosi 0,25 mm. 
Maryja została ukazana w pozycji siedzącej, na tronie. W prawej ręce trzyma jabłko, a lewą podtrzymuje Dzieciątko, które wykonuje gest błogosławieństwa. Matka Jezusa odziana jest w długą sięgającą stóp tunikę o długich rękawach, ponadto ma zawieszoną na ramionach tzw. palię – wstęgę charakterystyczną dla mody rzymskiej, archetyp paliusza, na której jest zawieszona plakietka (gotycka z XIV w.) w formie czteroliścia z widocznym płaskorzeźbionym orłem. Fałdy szat są gęste, w większości o diagonalnych układach, szaty w niektórych miejscach ściśle przylegają do ciała (m.in. dobrze widoczny jest zarys kolan i nóg Marii oraz Dzieciątka). Stopy Marii spoczywają na skale. Głowa Matki Bożej jest okryta welonem, który nie przysłania uszu, zza welonu widać opadające na plecy włosy. Jezus odziany jest w długie szaty, podobnie jak w przypadku Marii ma odsłonięte stopy. Jego głowę otacza ozdobna aureola. Jezus trzyma w lewej ręce księgę, którą lekko przytula do piersi. Księga zdobiona jest kamieniami szlachetnymi. Podkreślona została relacja wzrokowa pomiędzy Matką Bożą i Zbawicielem za pomocą pozy (Jezus siedzi w poprzek). Duże, błękitne oczy Marii i Jezusa wykonane są techniką cloisonné – jedną z odmian emalii komórkowej. Oprócz czterolistnej plakietki późniejszym dodatkiem jest lewa ręka Dzieciątka wykonana z pozłacanego srebra w XIV wieku, powstała na miejscu dawnej, zaginionej.

## Symbolika
Złota Madonna należy do wczesnych przedstawień o charakterze kultowym. Okres powstawania rzeźb tego typu przypada na przełom IX i X wieku, miejsce to zachodnia część Europy łacińskiej. We Francji co prawda zachowało się jedno dzieło tego typu – figura św. Fides (Conques, skarbiec przy kościele Santa Foy), lecz źródła wspominają o wielu innych tego typu dziełach. Posągi kultowe Madonny powstawały po X w., posąg z Essen stanowił dla nich prototyp. Przykładami są Madonna z katedry w Clermont-Ferrand oraz liczne XII-wieczne Madonny na terenie Owernii. W przypadku Rzeszy w dobie panowania Ottonów w rzeźbie o charakterze kultowym wykształciły się od strony tematycznej dwie odmiany – Madonny z Dzieciątkiem oraz krucyfiksy. Do tych pierwszych należy oprócz Złotej Madonny późniejsza rzeźba Marii z Dzieciątkiem znajdująca się w skarbcu katedry w Hildesheim, do drugich najlepszym przykładem jest koloński krucyfiks Gerona. Ponadto w rzeźbie dostrzegalne są recepcje sztuki antycznej, przede wszystkim hellenistyczne i rzymskie figurki Izydy z Horusem oraz przedstawienia opiekuńczych bóstw-matron. Późniejsze przedstawienia figuralne powstałe jeszcze za Ottonów zrywają z recepcją form antycznych, która była obecna od sztuki karolińskiej. 
Dla podkreślenia kultowego charakteru wewnątrz rzeźb umieszczano relikwie. Złota Madonna jest swego rodzaju figuralnie ukształtowanym relikwiarzem. 
Od strony treściowej Madonna została ukazana jako Nova Eva, o czym świadczy jabłko, które trzyma w prawej dłoni, ponadto kieruje ten owoc w stronę Dzieciątka. Ukazany został zbawczy aspekt Chrystusa i Marii i zapowiedź zwycięstwa człowieka nad grzechem. Jabłko, które jest starotestamentowym owocem grzechu, w przypadku dzieła z Essen symbolizuje zbawienie.
Przypuszcza się, iż Złota Madonna jest fundacją ksieni Matyldy – opatki z Essen, wnuczki cesarza Ottona I Wielkiego.